# Alain Lipietz
Alain Lipietz (19 de septiembre de 1947 como Alain Guy Lipiec, Charenton-le-Pont) es un ingeniero civil, economista y político ecologista francés, miembro del Partido Verde de Francia.